# محمد سليم
محمد سليم (1 فبراير 1951 – 3 يونيو 1985)، أحد أبرز قادة ومؤسسي جبهة المقاومة الوطنية اللبنانية، كان عميد الدفاع في الحزب السوري القومي الاجتماعي وصاحب «نهج الأجساد المتفجرة».

## حياته
- ولد محمد سليم في بلدة الصرفند في الأول من شباط عام 1951، تلقى دروسه الابتدائية في مدرسة البلدة وتابع المرحلة التكميلية في تكميلية صيدا للصبيان أما دراسته الثانوية  فكانت في ثانوية صيدا الرسمية، أظهر في جميع  المراحل تفوقاً وذكاءً مميزاً. وتابع دروسه في فرنسا عام
1969 في الهندسة الإليكتروميكانيكية في جامعة مونبلييه . أكمل تخصصه العالي في جامعة القديس يوسف (اليسوعية) كلية الهندسة في بيروت وتخرج عام 1975. تزوج عام 1977 من فاطمة قشور من الصرفند ورزق بولدين، ليلى وحسين.
أراد أن يكون محمد سليم مهندس إلكترونيك ولهذه الغاية قصد فرنسا ثم عاد والتحق بالجامعة اليسوعية لإتمام اختصاصه كان هذا عام سنة 1969، وفي 15 نوفمبر 1970 قامت إسرائيل بعملية إنزال بحري  على قاعدة الصرفند في محاولة لتصفية ابو يوسف الكايد أمير القاعدة البحرية أنذاك الذي جرح وزوجته في هذه المعركة، شكلت هذه الحادثة بداية وعي محمد سليم الذي لم يكن قد بلغ التاسعة عشر، ومع بدء الحرب الأهلية في لبنان تخرج من الجامعة اليسوعية لكنه لم يعمل بأي وظيفة بل انتقل لهندسة أعمال المقاومة في جنوب لبنان مع أن أحد أقربائه. عُرضت عليه فرصة العمل مع الخطوط الجوية الأردنية العليا لكنه رفض بناءً على طلب من الحزب السوري القومي الاجتماعي الذي عينه مندوباً مركزياً جنوبي نهر الليطاني ثم تسلم مسؤولية مقرر القيادة المشتركة للحركة الوطنية اللبنانية قبل الاجتياح الإسرائيلي للبنان عام 1978.

## نشاطه في الحزب السوري القومي الاجتماعي
- إنتسب الشهيد إلى الحزب السوري القومي الاجتماعي - في فرنسا – العام 1969 وانطلق دؤوباً في العمل الحزبي. وتولى عدة مسؤوليات كانت أولاها مسؤول فرع الحزب في الجامعة اليسوعية عام 1970، ثم مديرا لمديرية الصرفند في العام ذاته. عين ناظرا للتدريب في منفذية صيدا عام 1971 وناظراً للإذاعة عام 1972 وفي عام 1975، تولى مسؤولية منفذ عام منفذية الجنوب الأولى ثم مندوباً مركزياً في الجنوب عام 1976 وعضواً في المكتب السياسي للحزب.
برز على صعيد العمل الجبهوي في الجنوب، ولعب دوراً في قيادة العمل الوطني بعد أن شارك في تأسيس الجبهة الوطنية في الجنوب – المؤلفة من مختلف الأحزاب والقوى التقدمية والوطنية. ولمع كقائد حزبي في الجنوب يسهر على مهماته التنظيمية ليبقى حزبه طليعة نضالية متميزة.
انتخب محمد سليم عام 1980 عضواً في المجلس الأعلى للحزب وعين في العام ذاته عميداً للدفاع واستمر في هاتين المسؤوليتين حتى تاريخ اغتياله في 3 حزيران 1985.

## دوره في المقاومة الوطنية اللبنانية
- قاد جميع المعارك منذ عام 1980 حتى 1985 بثبات وحنكة القائد باستراتيجية قومية ثورية ضد العدو الإسرائيلي وعملائه. وعندما اجتاحت قوات الاحتلال الإسرائيلي الجنوب والجبل وبيروت عام 1982 تصدى العميد القائد بمقاتلي حزبه لدبابات وجنود الغزو وكان شعاره «لن ندعهم يدخلوا إلا على أجسادنا».
أطلق العميد محمد سليم أولى عمليات المقاومة الوطنية ضد قوات الغزو الصهيوني، وكان ذلك يوم 21 تموز 1982 حين قصفت مجموعة من القوميين الاجتماعيين العاملين في جبهة المقاومة الوطنية مستعمرة كريات شمونة بالصواريخ من حاصبيا المحتلى مسقطين بذلك شعار «سلامة الجليل» (شعار حرب 1982) بعد شهر ونصف من الاجتياح. كما واشرف على جميع العمليات التي نفذها قوميون اجتماعيون في إطار جبهة المقاومة الوطنية ضد الاحتلال في بيروت ومناطق الجبل والجنوب، وكان أبرز مؤسسي وقادة جبهة المقاومة الوطنية منذ إنطالاقتها.
ومع وجدي الصايغ رسم العميد محمد سليم نمطاً جديداً للمقاومة، إنه «نهج الأجساد المتفجرة» كما أسماه، إنه عصر البطولات الإستشهادية، عصر الزلزال ضد الاحتلال، عصر وجدي وسناء وابتسام وعلي وخالد وعمار ومالك ومريم. إلى جانب هذه الفصائل النضالية أجاد محمد سليم في الخطابة والمحاضرة والحوار كما أجاد في الثقافة والتثقيف والتعبئة والإستنهاض. شجع أبناء شعبه على النضال وحب الأرض وكان مقصداً دائماً لهموم المواطنين ومشاكلهم يعينهم ما استطاع المعالجة.

## اغتياله
في 03 حزيران/يونيو 1985، توجه مسلحون ملثمون إلى منزل محمد سليم وقد قٌدِر عددهم بالعشرة. وما أن اطل محمد سليم من شرفة المنزل حتى انهال عليه الرصاص الامر الذي أدى إلى مقتله.